# Stazione di Fantiscritti
La stazione di Fantiscritti era una stazione ferroviaria posta sulla ferrovia Marmifera Privata di Carrara. Inaugurata nel 1890, essa si trovava nel pieno delle cave carrarine omonime e serviva principalmente per il servizio merci.

## Storia

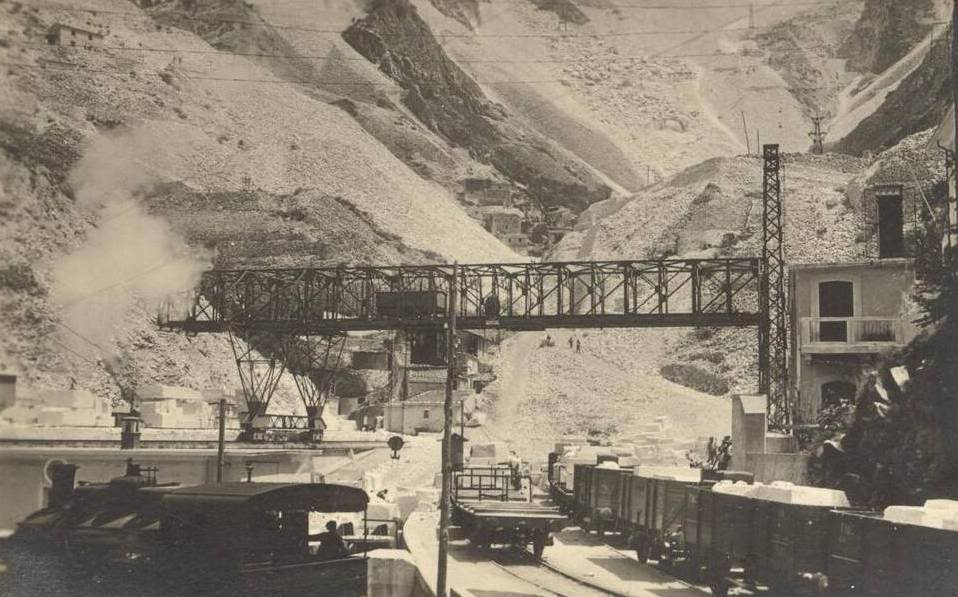
Convogli merci in sosta sui tronchini di carico della stazione

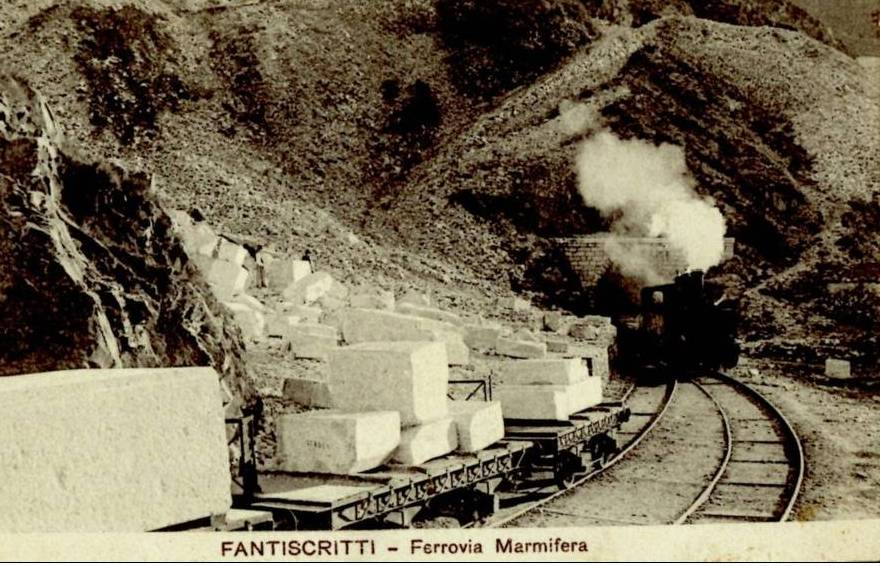
Locomotiva FMC in arrivo alla testa di un convoglio sul secondo binario

La stazione venne inaugurata il 15 maggio 1890 in concomitanza con l'apertura al servizio dell'ampliamento della strada ferrata verso le pendici di escavazione.
La stazione operò ininterrottamente fino al 15 maggio 1964, anno in cui la ferrovia fu soppressa a causa della concorrenza su gomma.

## Strutture e impianti
Lo scalo era costituito da un fabbricato di servizio dove avevano sede gli uffici della dirigenza del movimento, da un altro fabbricato sopraelevato provvisto di banchina e di 4 binari, uno di corsa, un altro per gli incroci e due tronchini per il carico del marmo. Questo avveniva tramite un carroponte, al 2014 ancora esistente e funzionante, che poteva andare avanti e indietro tramite due rotaie sopraelevate rispetto al terreno (una è posta sulla banchina del secondo edificio di servizio).
Dagli anni 2000 nel fabbricato principale ha sede il museo di Fantiscritti e da lì si può effettuare il tour delle cave che inizia della stazione e finisce alle pendici delle cave.

## Movimento
Il traffico che ha caratterizzato l'impianto è stato principalmente merci, ma in un primo periodo vi fu anche un piccolissimo traffico passeggeri effettuato anch'esso dalla FMC attraverso un piccolo carro biasse dell'epoca dell'attivazione dei primi due tronconi di linea.